# BMW M8
BMW M8 — високопродуктивна версія BMW 8 серії (G15), яка продається під брендом BMW M.

## Опис

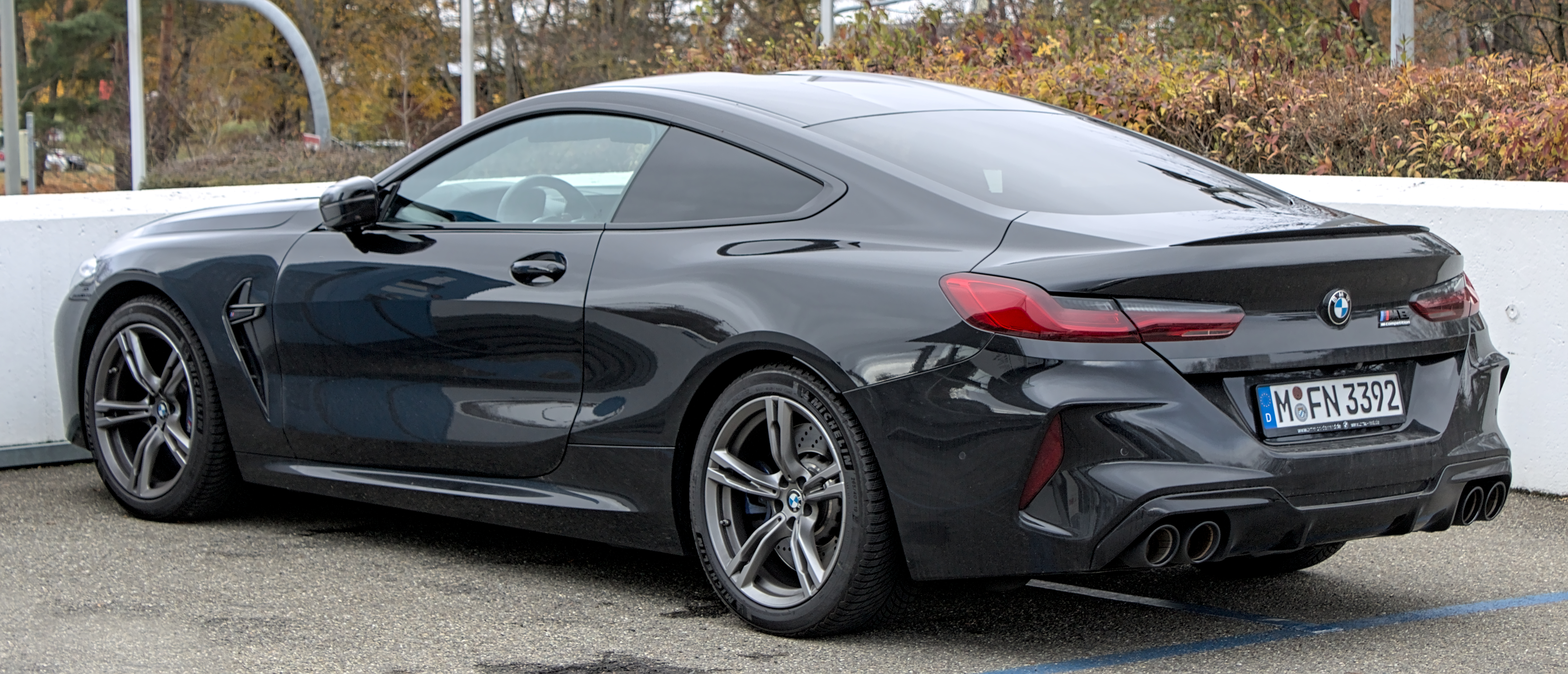
BMW M8 Competition (F92)

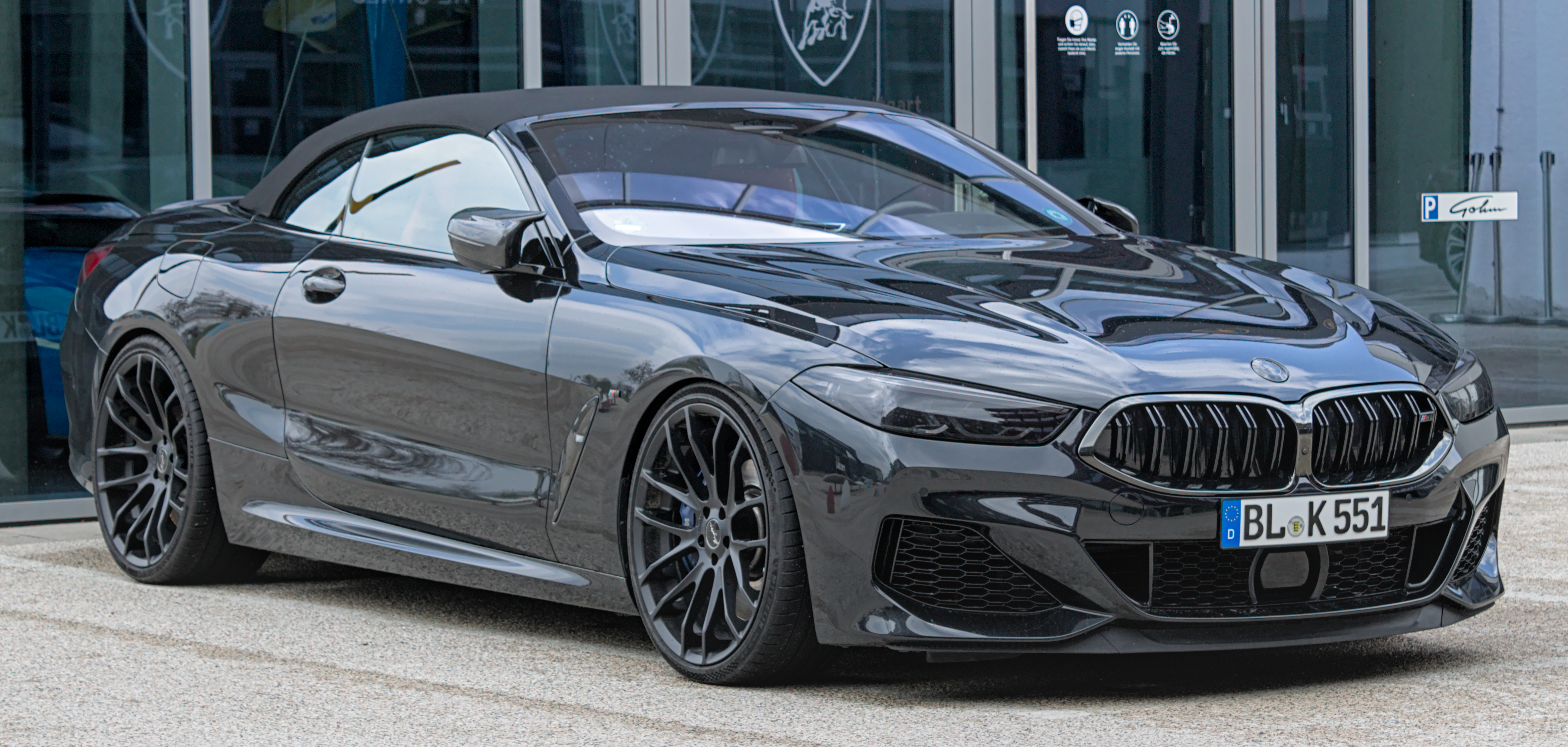
BMW M8 (F91)

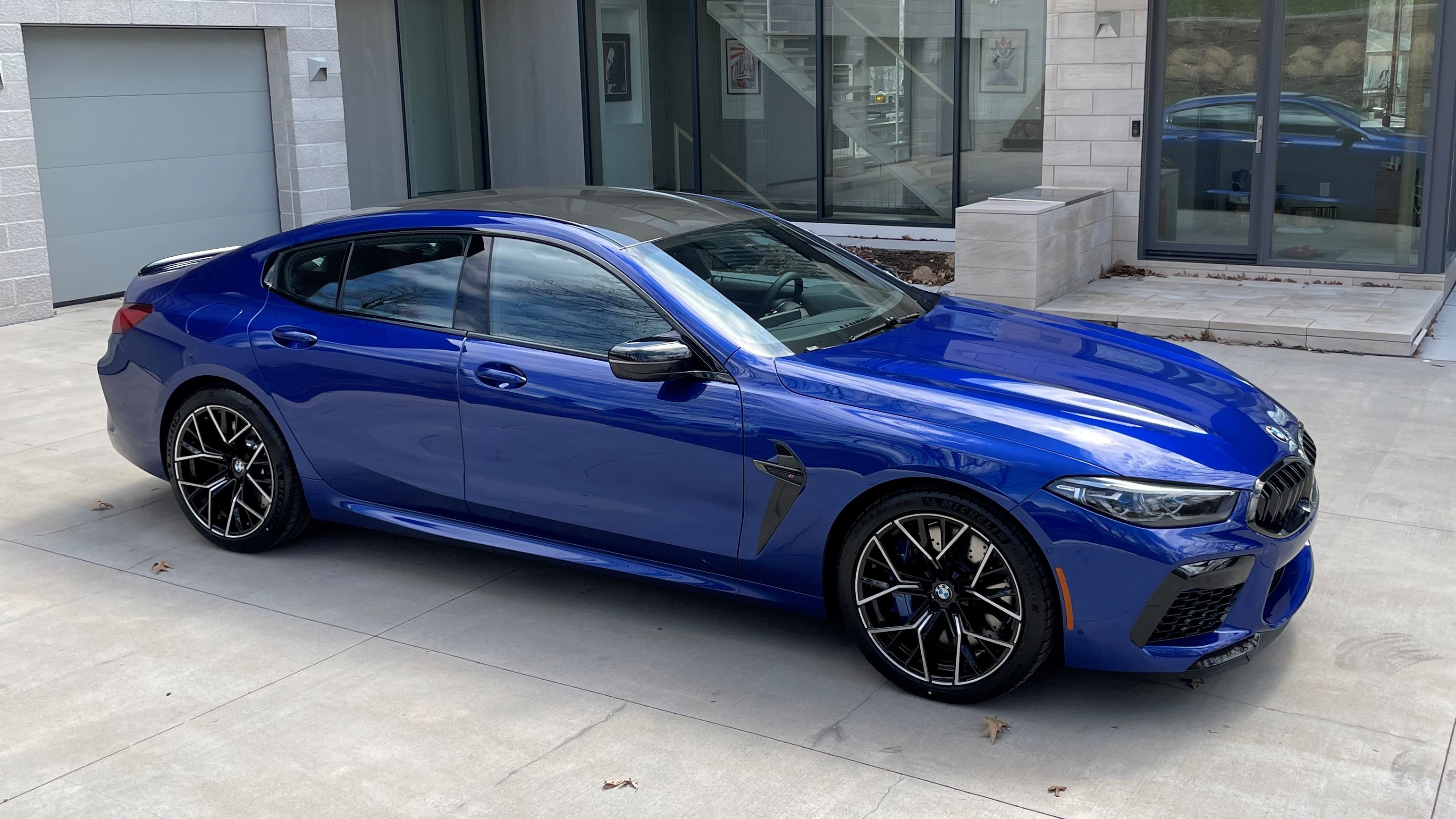
BMW M8 Gran Coupe

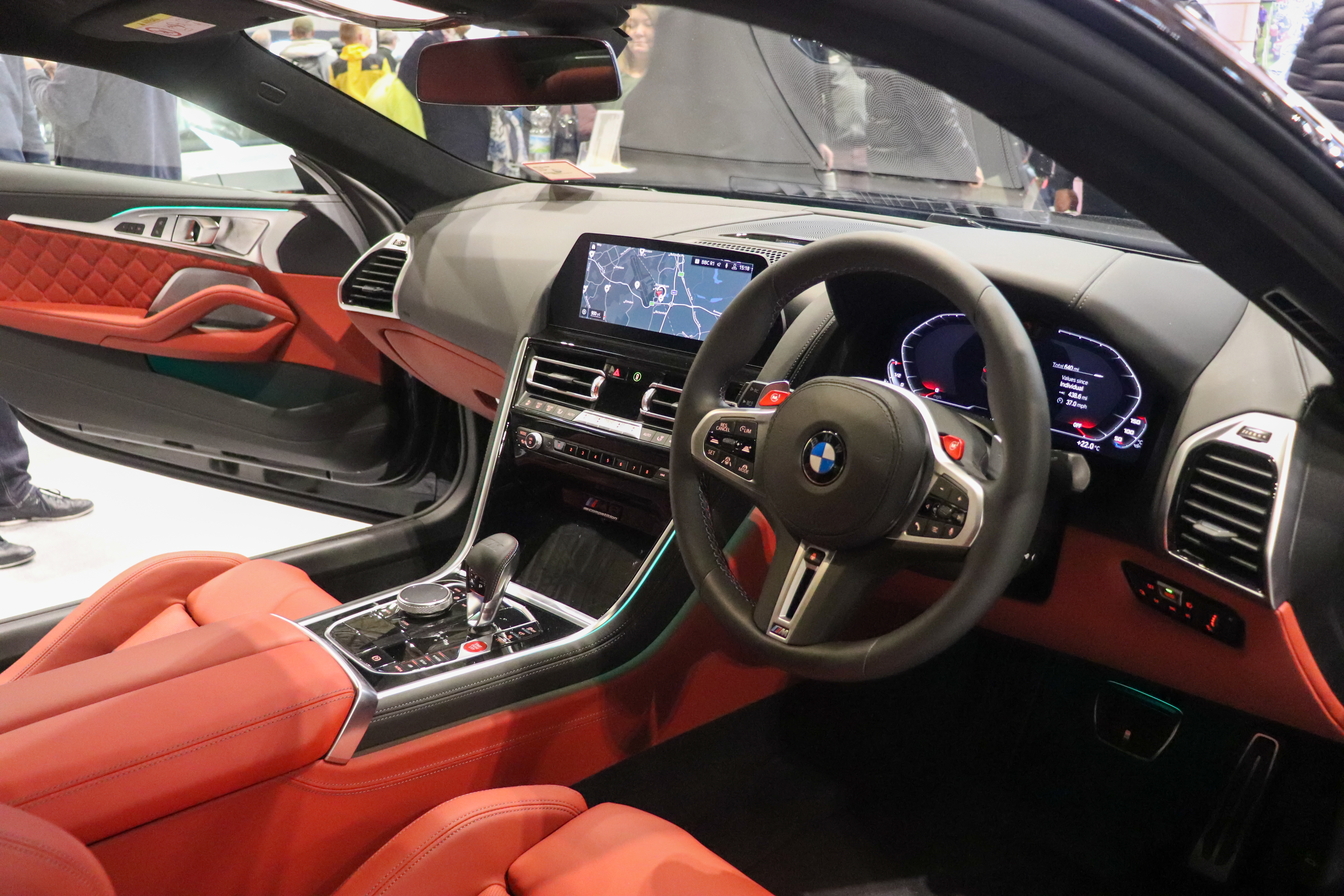

Представлений у червні 2019 року, M8 спочатку випускався у кузовах 2-дверного кабріолета (код моделі F91) та 2-дверного купе (код моделі F92). 4-дверний седан (код моделі F93, що продається як "Gran Coupe") був доданий до модельного ряду в жовтні 2019 року.
M8 базується на платформі BMW CLAR із підвіскою на стійках і поперечних важелях спереду та багатоважільною підвіскою ззаду. Адаптивні амортизатори є стандартним обладнанням. Система повного приводу (називається xDrive) має можливість від’єднати передню вісь, щоб зробити автомобіль суто задньопривідним, ця функція вперше була представлена на M5.
M8 оснащений версією двигуна V8 з подвійним турбонаддувом BMW S63, який використовується в моделях M5, X5M і X6M. Цей двигун має потужність 591 к.с. при 6000 об/хв і 750 Нм  у стандартній моделі M8, а для моделі M8 Competition максимальна потужність зростає до 617 к.с. при 6000 об/хв, а крутний момент залишається на рівні.Єдиною трансмісією, доступною для M8, є 8-швидкісна автоматична трансмісія ZF 8HP76 з гідротрансформатором виробництва ZF Friedrichshafen, яка називається «M-Steptronic» від BMW і також використовується для BMW M5 (F90).
Стандартні гальма складаються із залізних дисків, а вуглецево-керамічні гальма є як опція. Рівень підсилювача гальм можна налаштувати на «комфортний» або «спортивний» режим за допомогою контролера iDrive, функцію, яку критикували за непостійне відчуття педалі гальма.
«M8 Competition» — це найвища модель лінійки зі змінами, зокрема збільшеною потужністю двигуна, модифікованою індукційною системою та більш жорсткими кріпленнями двигуна. Споряджена вага моделі M8 Competition 2019 року, що продається у Великій Британії, становить 1885 кг для купе та 2010 кг для кабріолета.
M8 можна оснастити деталями M Performance. Серед них спортивне кермо, деталі з вуглецевого волокна, бічні пороги, диски М і більший спойлер.

## Двигуни
- 4.4 L S63B44T4 V8 600 к.с. 750 Нм
- 4.4 L S63B44T4 V8 625 к.с. 750 Нм (M8 Competition)

## Автоспорт

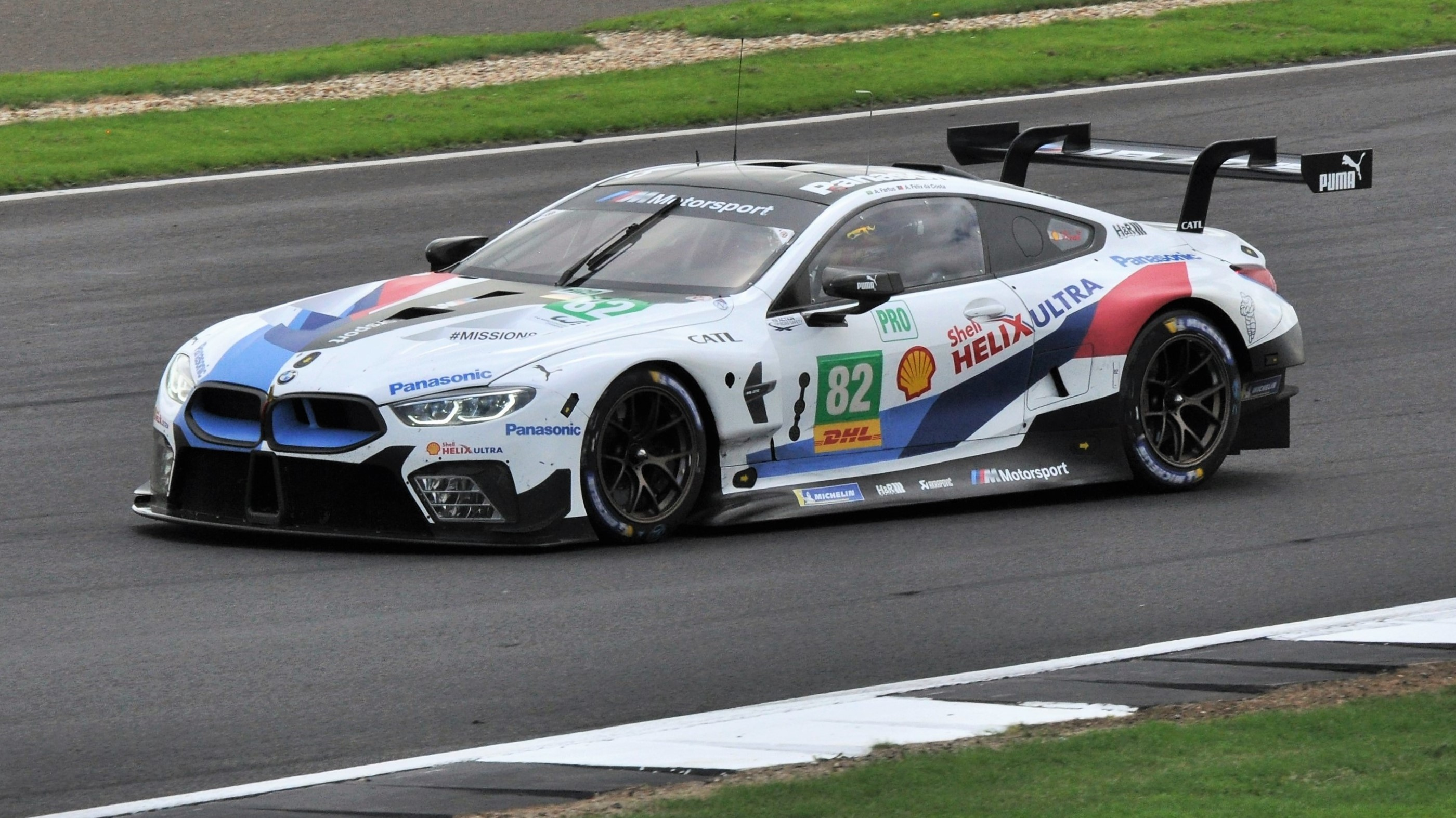
BMW M8 GTE

### M8 GTE
Гоночна версія M8 під назвою M8 GTE була представлена на Франкфуртському автосалоні 2017 року. Автомобіль дебютував на змаганнях WeatherTech SportsCar Championship 2018 і FIA WEC сезону 2018, знаменуючи повернення BMW в Ле-Ман після 6 років.

### M8 Safety car
У 2019 році під час Гран-прі Австрії MotoGP M8 Competition дебютував як офіційний автомобіль безпеки, замінивши M5 Safety Car.